# Compagnons du Devoir

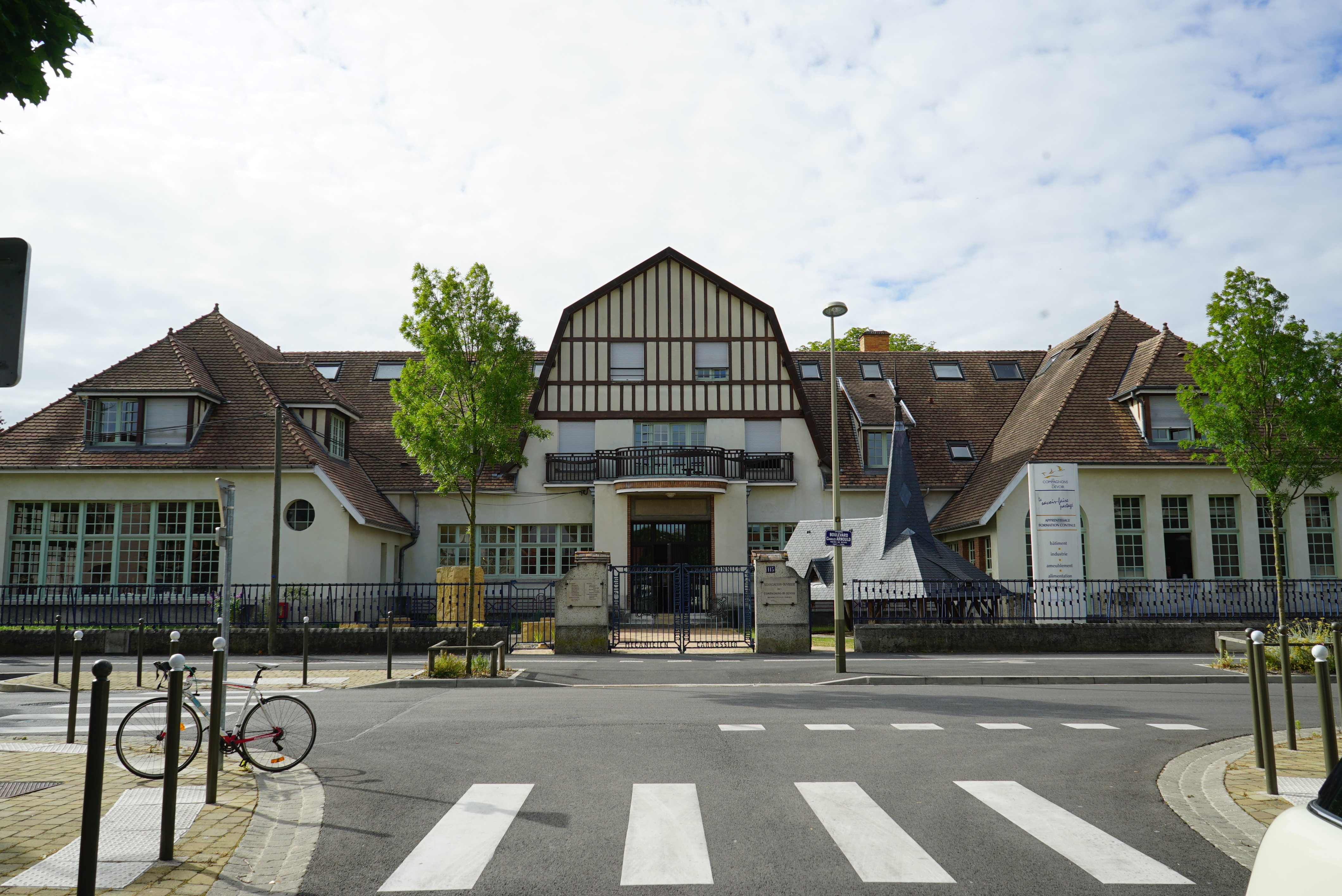
Eines der vielen verschiedenen Unterkünfte der Compagnons du Devoir in Frankreich (hier in Reims)

Die Compagnons du Devoir (Langform: Compagnons du Devoir et du Tour de France) steht für eine französische Handwerks-Organisation und ihre Mitglieder. Namensgebend für die Gilde bzw. Zunft, die seit dem Mittelalter besteht, sind die als Tour de France (zu deutsch: Rundreise durch Frankreich) bezeichneten Wanderjahre. Die Gemeinschaft vermittelt und bildet pro Jahr über zehntausend Berufseinsteiger in folgenden Handwerksberufen aus: Steinmetz, Zimmerei, Dachdeckerei, Installation, Schlosserei, Schmied, Tischlerei, Stuckateur, Malerei und Lackierer, Schweißere, Mechaniker, Elektriker, Schuhmacher, Hufschmied, Gerber, Harnischmacher, Polsterer, Gärtner, Küfer, Winzer, Bäcker und Pâtissier.
Handwerker der Compagnons du Devoir sind in Frankreich an der Restaurierung kulturhistorischer Gebäude beteiligt, z. B. an der Notre-Dame, dem Eiffelturm oder dem Schloss Versailles. Einige Mitglieder der Compagnons du Devoir erhalten jährlich die Auszeichnung der Meilleur Ouvrier de France (Beste Handwerker Frankreichs). Außerhalb Frankreichs sind bei den Compagnons mehr als 400 Jugendliche auf 5 Kontinenten tätig. Europäische Vereinigungen gibt es in der Schweiz, in Belgien, in Deutschland und in Großbritannien.

## Die Compagnons in Deutschland
Die Aktivitäten der Compagnons in Deutschland begannen 1976. Die ersten Kontakte wurden mit der Handwerkskammer zu Köln geknüpft. Der Compagnon Morandeau, Provincial von Reims, traf sich mit dem Präsidenten der Handwerkskammer zu Köln, Bernhard Günther, auf dessen Initiative die Stadt Köln den Compagnons 1978 das Gut Fettenhof in Köln-Bocklemünd zur Verfügung stellte. Mit Unterstützung des europäischen Sozialfonds renovierten die Compagnons die Hofanlage.
In den 1980er Jahren bot das Haus Unterkünfte für bis zu 60 Wandergesellen jährlich. Nach einer erneuten Renovierung im Jahre 1984 wurde unter Federführung der Handwerkskammer und der Universität zu Köln ein erstes Europa-Meister-Projekt für 100 Jugendliche aus Deutschland, Irland und Frankreich mit dem Ziel durchgeführt, einen gemeinsamen Meisterbrief in Europa zu bewirken. Gleichzeitig nahm das Gut Rosenberg in Aachen bis zu 20 Junghandwerker auf. Aus wirtschaftlichen Gründen musste es 1992 wieder geschlossen werden. Heute beherbergt Gut Rosenberg die Akademie für Handwerksdesign der Handwerkskammer Aachen.
Da zu Beginn der 2000er Jahre die Wandergesellen-Zahlen zurückgingen, war die Existenz des Fettenhofs bedroht. Trotz aller Bemühungen um die Weiterführung ihrer Arbeit mussten die Compagnons das Haus 2006 verlassen. Ein Großteil des Inventars wurde in die französischen Unterkünfte zurückgebracht.

## Tour de France
1941 wurde die Association Ouvrière des Compagnons du Devoir et du Tour de France (AOCDTF) gegründet. Voraussetzung für die Tour de France, bei der die Compagnons für wahlweise drei, fünf oder sieben Jahre von der Organisation im Rahmen ihres Mentoring-Netzwerks in zunfteigenen Herbergen (cayenne) fortgebildet werden, um von den Masters zu lernen, ist das Certificat d’aptitude professionelle (Bescheinigung über die fachliche Kompetenz). Um einen breiten Erfahrungsschatz sammeln zu können, ziehen die Compagnons, unter denen sich mittlerweile auch Frauen befinden, heutzutage in Abständen von sechs Monaten bis zu einem Jahr von Herberge zu Herberge, derer es in Frankreich mindestens 50 gibt. Während der Jahre durchlaufen die Handwerker Ausbildungsabschnitte: Anfangs muss das Gesellenstück (Chef-d’œuvre) abgenommen werden, um Aspirant zu sein. Diese Bezeichnung wird für mehrere Jahre bis zum Vorlegen der Meisterarbeit behalten. Nach dem Bestehen werden sie erst als Compagnon (compagnon itinérant, d. h. Reisebegleiter) bezeichnet. Nach einer weiteren mehrjährigen Arbeitszeit erhalten sie den Titel compagnon sédentaire (sesshafter Begleiter), der einerseits dazu befähigt ist, selbst ausbilden bzw. Lehrer sein zu dürfen und andererseits den Compagnon in die Freiheit entlässt. Damit gilt die Tour de France als abgeschlossen, sollte nicht noch einmal beschlossen werden umzuziehen.
Mittlerweile fördert bzw. organisiert die Vereinigung auch weltweite Weiterbildungstouren der Mitglieder.

## Geschichte
Durch das Gesetz Le Chapelier war die Gesellenbruderschaft von 1791 bis 1864 in Frankreich verboten.
Während der deutschen Besetzung Frankreichs im Zweiten Weltkrieg wurden die Compagnons aufgrund einer, von den Besatzern vermuteten, Kollaboration mit den Freimaurern verfolgt.

## Bekannte Compagnons
- Agricol Perdiguier (1805–1875), Schreiner.[3]
- Adolphe Clément-Bayard (1855–1928), Schmied
- Joël Robuchon (1945–2018), Drei-Sterne Koch bzw. Gastronom und Autor

## Rezeption
George Sand schrieb im Jahr 1840 den Roman Le Compagnon du Tour de France.